# Lutnes biguttata
Lutnes biguttata är en stekelart som först beskrevs av Girault 1913.  Lutnes biguttata ingår i släktet Lutnes och familjen hoppglanssteklar. Inga underarter finns listade i Catalogue of Life.